# 로런 산체스
로런 산체스(Lauren Sánchez, 1969년 12월 19일 ~ )는 미국의 아나운서이다.